# Larisa Turea
Larisa Turea (n. 29 februarie 1952, Călinești, r. Fălești, Moldova). Jurnalistă, critic de artă,traducătoare, membră a Uniunii Scriitorilor din Moldova, președinta secției din Republica Moldova a Asociației Internaționale a Criticilor de Teatru (AICT/IATC)

### Copilăria și studiile
Larisa Turea s-a născut în satul Călinești, (r. Fălești), pe 29 februarie 1952 în familia lui Nestor, profesor de fizică și matematici și a Olimpiei Pleșca (născută Batâr), profesor de geografie și biologie  la școala din localitate.
După ce absolvește cu medalie de aur școala din satul Cuhnești, (r. Glodeni) în 1969, intră la Facultatea de Filologie (secția Jurnalism) a Universității de Stat din Chișinău pe care o absolvește, Magna Cum Laude în 1974 .
De asemenea obține în 1995 o bursă din partea Guvernului francez în cadrul Programului “Courants d’Est” al Ministerului Culturii din Franța și Observatorul de politici culturale, Grenoble, fiind de asemenea selectată pentru două stagii internaționale, unul la Institutul Remarque al Universității din New York în 2003, și altul în 2006 la Fundația Culturală Europeană din Amsterdam, Olanda. 

### Activitatea profesională
Este angajată în 1973 la cotidianul Moldova Socialistă, de unde trece, în 1977  la revista Moldova, publicație unde devine întâi redactor apoi șef secție arte și literatură. De asemenea activează în perioada 1987 -1992  ca redactor-șef al revistei de cinema Lanterna magică și ca redactor șef al revistei de cultură și artă Sud-Est.
În perioada 1992- 1994 activează ca Viceministru în cadrul  Ministerului Culturii și Cultelor al Republicii Moldova. 
În perioada 2000-2008 activează ca secretar literar al Teatrului Național “Mihai Eminescu” din Chișinău, unde fondează Gazeta Teatrului Național. Din 2008 până în 2009 este secretar literar al Teatrului “Eugene Ionesco” 
Din 1993 până în 2000 Larisa Turea colaborează la catedra de sociologie, ASEM fiind, din 1995 în 2008, cu intermitențe lector superior, Facultatea de Jurnalism și Științe ale comunicării, USM unde predă un Curs special de publicistică literară, “De la Eminescu și Caragiale la Ionesco”. Printre discipolii Larisa Turea, de la care aceasta a „învățat sârguincios” se numără Liliana Armașu, Sorina Ștefârță, Tamara Carauș, Alina Chiriac-Ivașcu și mulți alții.

### Activitatea literară
Larisa Turea debutează cu versuri în numărul 2, pentru anul 1967 al revistei Moldova și ediția din august 1969 a revistei Cultura Moldovei.
Prima sa carte, "Portrete în relief", vede lumina tiparului în 1987 la editura Cartea moldovenească din Chisinau, urmând apoi la editura Universitas în 1991 prima ediție a "Cărții foametei" (scrisă în colaborare cu soțul său Valeriu Turea).

### Publicații
- Portrete în relief, Cartea Moldovenească, Chișinău, 1987,

- Cartea Foametei, Universitas, Chișinău, 1991
- Cartea foametei, ediția a doua, revizuită, Curtea Veche, București, 2008

### Cartea foametei, ediția a patra, revizuită, Cartier, Chișinău
- "Considerații privind memoriei culturale și colective (cu referire la schimbările de mentalitate induse de înfometarea populației din R.S.S.Moldovenească în 1946-1947) articol în volumul Sfârșitul regimurilor comuniste. Cauze, desfășurare și consecințe". Argonaut, Cluj-Napoca, 2011.

- "Imblânzitorii de lei în teatrul basarabean" (Lion tamers in the bassarabian theatre) eseu în  volumul Das rumänische Theater nach 1989. Seine Beziehungen zum deutschsprachigen Raum (Post 1989 Romanian theatre and its relations with the German space ), Frank & Timme publishers, Berlin, 2010.

- "Portret de grup cu S.Nicolae, monodramă, în antologia “Dramaturgi basarabeni de astazi”, editura Teatrul Azi și Fundația Camil Petrescu, București, 2008, montată în regia lui Nelly Cozaru în cadrul Atelierul de dramaturgie al Teatrului Național Mihai Eminescu, iunie 2003;

- Cartea foametei, spectacol lectură, regie Alexandru Cozub, Atelierul de dramaturgie al  Teatrului Național Mihai Eminescu, februarie 2009

- The Moldavian Theatre Articol în The Korean Theatre Magazine, nr.4, 2006
- Studiul Dimensiunea culturală a dezvoltării, Cultural Dimension of Development, Institutul de Politici Publice, Chișinau, 2003
- Peur, terreur, bonheur, eseu în volumul Angoisses, reves et espoirs d’Europe, Presses Universitaires de Nancy, Nancy, France, 2000
- Cultură și competență civilizatorie eseu, Caiete critice, n. 9-12/1998, București, Romania.

Articole despre teatrul modern, Enciclopedia Chișinău
- Actors in Republic of Moldova, studiu, The Slovak Theatre, vol.45, n.4, 1997, Bratislava, Slovakia
- Micro-antologia La  Litterature Bessarabienne,  Missives, mars 1995, Paris.

### Distincții
- Premiul Uniunii Jurnaliștilor din Republica Moldova pentru cea mai bună carte a anului 1992 - „Cartea foametei”.

### Afilieri
- membră a Uniunii Jurnaliștilor din Moldova (din 1978)
- membră a Uniunii Teatrale  (din 1991)
- membră a ligii Criticilor (din 1991)
- membră a Comitetului pentru cultură al Consiliului Europei (Strasbourg, 1994-1996)
- membră al Uniunii Scriitorilor (din 1998)[2]